# Garibaldi (ave)
O garibaldi (Chrysomus ruficapillus) é uma espécie de ave da família Icteridae.

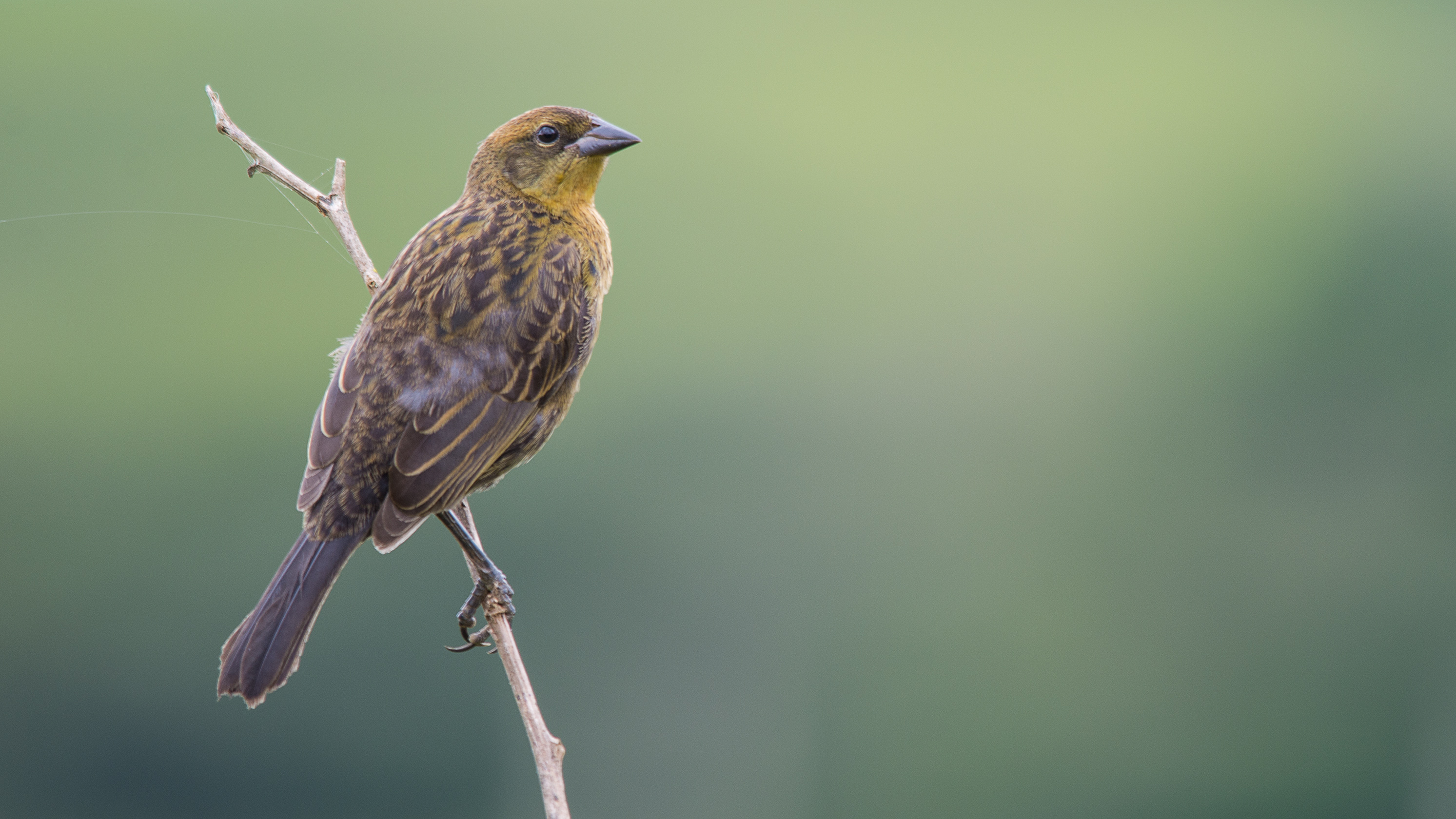
Fêmea

Pode ser encontrada nos seguintes países: Argentina, Bolívia, Brasil, Guiana Francesa, Paraguai e Uruguai. Seus habitats naturais são: pântanos e pastagens.